# Causa del contratto
Per causa del contratto in diritto e in alcuni ordinamenti giuridici, tra cui quello italiano, si intende un elemento essenziale del contratto, ma anche in generale del negozio giuridico, la cui assenza o illiceità determina nullità del contratto.

## Nell'ordinamento italiano

### Definizione del codice
Il codice civile non definisce espressamente la causa. Per via dell'evanescenza del concetto, numerosi giuristi si sono scervellati nel tentativo di estrapolare una definizione soddisfacente.
Il perché è presto detto: anzitutto si tratta di un concetto che ricorre variamente nel codice; inoltre, è considerato un elemento precipuo per la comprensione di diversi istituti spesso detti "di rilievo causale", nel senso che si tratta di argomenti strettamente collegati alla nozione di causa e che non possono essere compresi senza essersi fatti un'idea esatta di questo istituto.

## Ricostruzioni dottrinali
Le teorie sulla natura della causa si possono ordinare in due orientamenti: uno soggettivistico ed uno oggettivistico.  La dottrina ha proposto più d'una formula definitoria.

### Teorie soggettivistiche
L'approccio soggettivistico alla causa è il più risalente, trovando le sue origini già nel Trattato di Pothier. Secondo questa dottrina la causa è la "somma degli scopi perseguiti dalle parti" (o, se preferite, la causa è data dalle ragioni che muovono le parti a contrarre). 
Questo modo di argomentare appare soddisfacente finché si considerano i negozi a prestazioni corrispettive, ma si svela inadeguato non appena si cerca d'indagare la causa di altri negozi. Uno dei primi problemi che la dottrina si trovò ad affrontare fu quello della causa della donazione: qual è lo scopo che persegue il donante? Non trovando un interesse che non sia quello - tautologico - di voler arricchire la controparte (cioè, appunto di fargli un dono) pensò di giustificare la donazione in forza dell'animus donandi. Qualche autore ha affermato (L. Barassi, in Enciclopedia giuridica italiana, 1900) che persino la donazione dovrebbe stimarsi quale negozio astratto, considerato che l'atto è fondato sul solo intento di dare, in assenza di ogni scopo ulteriore. La conclusione è, ovviamente, inadeguata, ma sembrò sufficiente ad esaurire ogni dibattito.
Nondimeno, con uno strumento concettuale così difettoso, i problemi non potevano non presentarsi di continuo. La dottrina non tardò ad accorgersi che, al di fuori della tranquillizzante categoria dei contratti corrispettivi, moltissimi negozi erano riconosciuti validi pur rimanendo nascosto lo scopo perseguito dalla parte nel contrarli. Nacque, così, la categoria dei negozi astratti, nella quale si intese ordinare tutti quegli atti validi in cui mancasse l'expressio causae.
Nel manuale di diritto privato di A. Trabucchi, in una nota, si indica addirittura la procura quale negozio astratto. Ed infatti, ragionando secondo il modulo ora descritto, la procura è valida senza che il rappresentante debba indicare lo scopo che persegue col conferimento del potere (id est: non svela per quale ragione è stato conferito il potere). I negozi astratti possono quindi definirsi come quei negozi ammessi a tutela pur senza l'indicazione dello scopo perseguito dalla parte. Si noti che uno scopo concreto esisterà pur sempre, siccome gli atti senza un fine appartengono al regno della patologia psichiatrica. Più semplicemente, l'ordinamento non chiede che ai fini della validità dell'atto vi venga indicato scopo alcuno.
Nel quarto volume del Trattato di Massimo Bianca (dedicato all'obbligazione) si afferma, ad esempio, che l'espromissione è un negozio parzialmente astratto in quanto valida pur senza l'integrale indicazione dello scopo perseguito dall'espromittente: egli indica nell'intento di volersi assumere il rapporto di valuta la causa del negozio medesimo, ma, attesa la validità dell'espromissione pur in assenza del riferimento alla provvista, essa è valida senza l'indicazione di un ulteriore scopo che dia conto della ragione dello spostamento di ricchezza (assumersi un debito è un modo di spostare un valore economico): da qui la parziale astrattezza causale.
Le tesi ora esposte impongono anche di distinguere la causa dai motivi, in quanto, se la causa è lo scopo delle parti, essa è ontologicamente eguale ai motivi, da questa distinguendosi solo quantitativamente: vale a dire che siffatta causa sarebbe data da motivi nobili. La dottrina propose vari criteri per operare la distinzione. Secondo alcuni, la causa sarebbe data da quei motivi che non mutano al mutare dell'identità del contraente; secondo altri, la causa andrebbe colta nell'ultimo motivo (ultimo in senso logico) informatore della volontà.

### Tesi oggettivistiche
Molto più rigoroso è l'approccio della dottrina oggettivistica. Possono ricondursi a questo orientamento tutti gli autori che impiegano il termine "funzione" (salvo, però Giovan Battista Ferri il quale, affermando che la causa è la "funzione economico-individuale", travolge, di fatto, l'approccio obiettivistico cui pure dichiara di aderire).

Secondo questa visione della causa, l'indagine deve compiersi assumendo una posizione di terzietà: quella, appunto, dell'ordinamento. La causa diviene allora per alcuni la funzione (obiettiva) economico-sociale del negozio (E. Betti); per altri la funzione (sempre obiettiva) giuridica dell'atto (Salvatore Pugliatti). Questa tesi è da preferire. Per funzione giuridica deve intendersi la "sintesi degli effetti giuridici essenziali" (da altri denominata "minima unità effettuale": Pietro Perlingieri).
Appare chiaro, a questo punto, che se la causa è la "sintesi degli effetti giuridici essenziali" non esiste nessun negozio degno di questo nome che non abbia almeno l'attitudine a produrre degli effetti. E, se possiede tale attitudine, è sempre possibile offrire una descrizione sintetica degli effetti medesimi; e, se esiste sempre tale sintesi degli effetti essenziali, allora una causa, piena, appagante per l'interprete, esiste di necessità.
Ergo: per la tesi ora descritta la categoria dei negozi astratti non ha nessuno spazio operativo. In altri termini: non esistono negozi astratti.
Appare, inoltre, confutata la tesi di chi pretende di distinguere tra causa e tipo. Il tipo, secondo gli autori citati, non è un elemento del contratto ma solo il nome della descrizione normativa di un negozio; la causa, a sua volta, in quanto espressione sul piano dell'ordinamento dello scopo pratico del concreto negozio, non può mai essere in contraddizione con lo scopo medesimo. Ne consegue che non ha alcun senso rivendicare la necessità di cercare la causa "in concreto" in quanto o la causa è propria di ogni singolo negozio oppure non è.
In realtà, le ipotesi ove negozi apparentemente conformi a schemi tipici sembrano perseguire scopi differenti (e spesso illeciti) meglio si spiegano osservando che, per la modificazione dello scopo pratico, sono stati alterati anche gli effetti essenziali espressi da quello scopo, sì che il negozio apparentemente tipico è stato irrimediabilmente trasformato in un altro negozio, sovente atipico, e per il quale non v'è alcuna difficoltà a riconoscere l'illiceità della causa.

### L'uso attuale del termine causa
Tra le tesi sin qui riferite non se ne può individuare, con certezza, una che possa dirsi assolutamente prevalente. Tuttavia la giurisprudenza adopera ormai con frequenza la nozione di funzione economico individuale, intesa come ragione concreta dell'atto, elemento unificante del regolamento di interessi tra le parti, idoneo a giustificare lo spostamento di beni e valori, anche in modo divergente dalla causa ordinaria del tipo negoziale adoperato. Non può esserci, quindi, alcun atto senza giustificazione funzionale, ossia senza causa. Di qui la ripetibilità (cioè la restituzione) dell'arricchimento senza causa.
Su un diverso piano di giudizio si colloca, invece, la reazione dell'ordinamento avverso negozi a causa illecita, (vale a dire contraria a norme imperative) e causa immorale, (vale a dire contraria al buon costume), giacché questi negozi sono sì dotati di una ragione giustificativa dello spostamento patrimoniale, ma tale ragione è incompatibile con i valori fondanti, in un determinato momento storico, quella determinata società civile. L'illiceità della causa va estesa anche al caso in cui il contratto costituisca il mezzo per eludere l'applicazione della norma imperativa in frode alla legge (funzione in astratto lecita ma piegata in concreto ad un fine contrario alla legge), articolo 1344 c.c.
La causa va infine distinta dal motivo, ossia dalla ragione soggettiva dell'agire della persona, che rientra a far parte del contratto soltanto nel caso di apposizione di condizioni sospensive. Il contratto diventa poi illecito, e quindi nullo, quando le parti si sono determinate a concluderlo esclusivamente per un motivo illecito comune ad entrambe.